# Новохатько, Леонид Михайлович
Леонид Михайлович Новохатько (11 января 1954 в селе Вечорки Пирятинского района Полтавской области) — советский и украинский политик, министр культуры Украины (2013—2014). Доктор исторических наук, профессор, Заслуженный деятель науки и техники Украины. Был членом Партии регионов, возглавлял киевскую городскую организацию партии.

## Образование
В 1975 году окончил Полтавский государственный педагогический институт. В 1979 году поступил в аспирантуру Киевского государственного университета имени Т. Г. Шевченко, окончил аспирантуру и докторантуру. В 1999 году защитил докторскую диссертацию на тему «Социально-экономические и культурные процессы в Украине в контексте национальной политики советского государства (20-е — середина 30-х гг. XX века.)»

## Трудовая деятельность
После окончания института преподавал историю в местной поселковой школе В 1977 году после службы в армии вернулся в институт преподавателем.
В 1979—1987 годах работал в Киевском государственном университете имени Т. Г. Шевченко на должностях ассистента и доцента. В 2005—2007 годах — заведующий кафедрой Киевского университета культуры и искусств. С 2007 по июнь 2010 год — первый заместитель генерального директора Украинского национального информационного агентства «Укринформ». С 2016 года — заведующий кафедрой рекламы и связей с общественностью Института журналистики Киевского университета имени Бориса Гринченко.

## Политическая деятельность
С 1987 года — в органах Коммунистической партии Украины. Был лектором Центрального комитета КПУ, а также руководителем пресс-центра коммунистов до распада Советского Союза. С 1993 года — заведующий сектором по связям с общественными объединениями и заместитель начальника Главного управления информации и связей с прессой и общественностью Кабинета Министров Украины.
В 1994 году назначен руководителем службы по вопросам гуманитарной политики Администрации Президента. В 1996—2005 годах — заместитель и первый заместитель Министра культуры Украины.
В июне 2010 года назначен заместителем председателя Киевской городской государственной администрации, где, в частности, координировал вопросы культуры и охраны культурного наследия.
В феврале 2013 года назначен Министром культуры Украины. 24 февраля 2014 года снят с должности Верховной Радой Украины, в связи с ненадлежащим исполнением своих должностных обязанностей.

## Государственные награды
- Орден «За заслуги» II ст. (11 января 2014) — за значительный личный вклад в развитие отечественной культуры, многолетнюю плодотворную профессиональную деятельность[8]
- Орден «За заслуги» III ст. (20 января 2010) — за весомый личный вклад в дело консолидации украинского общества, развитие демократического, социального и правового государства и по случаю Дня Соборности Украины[9]
- Заслуженный деятель науки и техники Украины[3]

## Разное
Женат, жена Аббакумова Галина Александровна. Имеет дочь — Чернявскую Ольгу Леонидовну, внука — Чернявского Михаила Назаровича и внучку — Чернявскую Тамару Назаровну.